# 伊斯干達伊斯邁
伊斯干達伊斯邁（英文全名：Iskandar Mirza Ismail，1956年7月23日—2014年11月1日）是一個新加坡音樂人、作曲人、編曲人以及唱片製作人，2008年獲得新加坡文化獎。

## 簡介
伊斯干達出生於一個音樂家庭，他在五個孩子的家中排行老大。八歲時即已開始學習鋼琴彈奏，十五歲時就已成為山葉音樂學校（Yamaha Music Foundation）裏最年輕的音樂老師。1976年，他開始在美國伯克利音樂學院學習爵士樂與編曲技巧，畢業之後便回到了新加坡。隨後幾年，伊斯干達與Gary Burton、Chick Corea等知名樂手亦有過音樂方面的接觸。除此之外，排行老么的弟弟英德拉·伊斯邁（Indra Ismail），亦為新加坡音樂人。

## 引言
|                                         | What I’m striving for is togetherness. I want audiences to feel we’re all Singaporeans when they hear the songs. |
| ——Iskandar Ismail: The Music Man, 2013. | |

中文翻譯：
|                                    | 我為了和平相處而奮鬥。我想讓聽歌的觀眾，會覺得我們都是新加坡人。 |
| ——伊斯干達伊斯邁：音樂家，2013年。 |                                                                  |

## 音樂事業
1990年代，伊斯干達與另一名同樣來自新加坡的音樂人何國傑（Ricky Ho）共同加入飛碟唱片。從此之後則開始為飛碟唱片旗下歌手擔任作曲和編曲的工作，譬如王傑、蔡幸娟、林憶蓮、郭富城、林子祥、葉蒨文與小虎隊等等。
1997年3月，伊斯干達開始擔任香港男歌手張學友主演的音樂劇《雪狼湖》編曲。

## 逝世
2014年11月1日凌晨三點十分，伊斯干達因腦癌與肺癌於家中病逝，終年五十八歲。

## 外部連結
- 伊斯干達伊斯邁的Facebook專頁
- Iskandar Ismail - Discogs